# Макфи, Кэтрин
Кэ́трин Хо́уп Фо́стер (англ. Katharine Hope Foster), в девичестве —Макфи́ (англ. McPhee; 25 марта 1984 года, Лос-Анджелес, США) — американская певица, поэтесса, актриса

, модель.

## Карьера
Кэтрин Макфи обрела известность благодаря участию в пятом сезоне музыкального телешоу American Idol в 2006 году. Макфи вышла в финал конкурса, в котором уступила победителю сезона Тэйлору Хиксу.
Первый сингл Кэтрин Макфи вышел 27 июня 2006 года. На стороне A была представлена песня My Destiny, написанная Гарри Соммердалем, Анне Сорвааг и Тимом Бакстером. Сторона B содержала перепев песни Somewhere Over the Rainbow. Обе композиции были исполнены певицей на телеконкурсе American Idol. В январе 2007 года выпустила альбом Katharine McPhee.
В 2011 году Макфи снялась в главной роли в фильме «Притворись моим мужем».
В 2012—2013 годах Макфи играла одну из главных ролей в сериале «Жизнь как шоу». В 2014-2018 годах исполняла роль Пейдж Динин в сериале «Скорпион».

## Личная жизнь
В 2008—2016 годы Макфи была замужем за актёром Ником Кокасом.
В 2014 году начала встречаться с коллегой по телесериалу «Скорпион» — актёром Элиесом Габелом.
В 2017 году начала встречаться с музыкальным продюсером Дэвидом Фостером, с которым познакомилась в 2006 году. В июле 2018 года Дэвид сделал Кэтрин предложение, и она ответила согласием. Они поженились 28 июня 2019 года. В феврале 2021 года у супругов родился сын, которого назвали Ренни Дэвид Фостер.

## Фильмография
| Год       |    | Русское название                    | Оригинальное название           | Роль                     |
| --------- | -- | ----------------------------------- | ------------------------------- | ------------------------ |
| 2007      | с  |                                     | Lonelygirl15                    | случайная девушка        |
| 2008      | ф  | Сумасшедший                         | Crazy                           | Paramount Girl           |
| 2008      | ф  | Мальчикам это нравится              | The House Bunny                 | Хармони                  |
| 2009      | с  | C.S.I.: Место преступления Нью-Йорк | CSI: NY                         | Одесса Шоу / Дана Мелтон |
| 2009      | с  |                                     | Tit for Tat                     | Кэт                      |
| 2010      | с  | Сообщество                          | Community                       | Эмбер                    |
| 2010      | тф |                                     | The Pink House                  | Эмили                    |
| 2011      | ф  | Притворись моим мужем               | You May Not Kiss the Bride      | Маша Никитина            |
| 2011      | ф  | Челюсти 3D                          | Shark Night 3D                  | Бет                      |
| 2011      | ф  | Мир, любовь и недопонимание         | Peace, Love, & Misunderstanding | Сара                     |
| 2012      | мс | Гриффины                            | Family Guy                      | мать Мэгги               |
| 2012—2013 | с  | Смэш                                | Smash                           | Карен Картрайт           |
| 2014      | с  | В моих мечтах                       | In My Dreams                    | Натали Руссо             |
| 2014      | с  |                                     | It Could Be Worse               | Люси                     |
| 2014—2018 | с  | Скорпион                            | Scorpion                        | Пейдж Динин              |
| 2022      | ф  | Парящий тигр                        | The Tiger Rising                |                          |